# Gaeta
Gaeta (en català antic Gaieta) és una ciutat de la regió del Laci a Itàlia, a la província de Latina, al peu de l'Orlando i enfront de Terracina. Té uns 22.000 habitants. Està formada per dos nuclis: Gaeta pròpia i Elena (al nord-oest). Té un port pesquer.

## Història antiga
L'antiga Caieta  fou una ciutat del Làtium entre Tarracina i Formiae, amb un port excel·lent. Era situada a un promontori o petita península que entrava cap a la mar Tirrena. Formava la part nord de la badia coneguda com a Sinus Caietanus (avui Golf de Gaeta). La llegenda diu que va rebre el nom perquè allí fou enterrada la mainadera d'Enees, Caieta. Una altra llegenda la relaciona amb Aetes, pare de Medea. Estrabó diu que el seu nom venia de la paraula grega Kaietas, que vol dir "forat" per les cavernes que hi ha per la regió. La ciutat, dependència de Formiae (Fòrmies) era poc important però el seu port fou sempre molt freqüentat.
En temps de Ciceró fou atacat i saquejat per pirates cilicis. Ciceró diu que hi va tenir un vaixell a punt per a la fugida durant les guerres civils (49 aC) i fou allí on va arribar poc abans de morir per anar a la seva vila de Formiae. No consta que fos municipi almenys fins al temps d'Antoní que va engrandir la ciutat i va millorar el port per una sèrie de treballs. Fou lloc de segones residencies i se sap que ni tingueren Escipió l'Africà i Leli, i més tard l'emperador Antoní Pius, les ruïnes del palau del qual són conegudes per Il Faustignano.
Com a monuments destacats de l'època, a part de Il Faustignano, cal esmentar el sepulcre de Lucius Munatius Plancus (coneguda com a Torre d'Orlando), el temple de Serapis, i un aqüeducte.
A la caiguda de l'imperi estigué sota domini dels hèruls (476-493), ostrogots (493-553) i romans d'Orient (553-883) dins del govern romà d'Orient de Nàpols que estava dirigit per un dux, que al segle ix era de fet independent.

## Edat mitjana
Gaeta va tenir un govern municipal des del 823, i la ciutat es dedicava bàsicament al comerç, però les incursions sarraïnes i els pirates àrabs feien difícil la seva tasca. El 836 les autoritats de Nàpols, Gaeta, Amalfi van concertar una aliança amb l'emir de Palerm, que era dependent de l'emir aglàbida de Tunis. Això fou molt malt rebut pel príncep de Benevent, Sicard que aviat va ocupar Amalfi, però no va poder amb Nàpols i Gaeta. Sicard I fou assassinat el 839 i el tresorer reial, Radelgís I es va proclamar príncep. Amalfi va recuperar la llibertat i va expulsar la guarnició de Benevent sota la direcció de Pietro, que va prendre el títol de comte. Però un germà de Sicard, de nom Siconulf, es va revoltar i va demanar l'ajut d'Amalfi a qui interessava mantenir les lluites al poderós estat veí. Siconulf fou fet presoner per les forces de Radelgís però els amalfitans van ocupar Salern, en territori de Benevent, van aconseguir alliberar Siconulf i li van entregar aquesta ciutat. La guerra civil a Benevent va afavorir el sorgiment d'un tercer pretendent, Landolf, fill de l'antic príncep Sicone, que es va apoderar de Càpua d'on es va proclamar comte, i va actuar com a sobirà independent (840). Salern es va aliar "als àrabs" (es desconeix a quins) però en canvi Amalfi no va renovar la seva antiga aliança i al contrari van decidir expulsar-los dels castells i fortaleses que havien ocupat a la costa italiana (primer foren només bases però van acabar essent focus de pirateria, sota una nominal dependència de l'emir de Sicília que de fet no els podia controlar) i per això va buscar l'aliança amb Nàpols i Gaeta. Amb aquesta aliança vers el 843 van aconseguir expulsar els àrabs de les illes Pontines i del Cap Licossa.
Unes disputes internes a Nàpols van acabar amb l'assassinat del dux Andreu per Contard, que només fou dux tres dies, ja que una revolta popular va portar al poder a Sergi I. Gaeta depenia nominalment del dux de Nàpols, i el 846 Sergi va enviar el seu fill Cèsar a Gaeta. Quan Sergi I va morir el 862 el va succeir el seu fill Gregori, el qual va renunciar a la sobirania nominal sobre Amalfi, però no sobre Gaeta, governada per son germà, que va seguir essent nominalment una dependència.
Cèsar va morir el 867 i el va succeir Docibile I, que va rebutjar la sobirania purament nominal de Nàpols i va consagrar la independència de Gaeta vers el 874 quan la destrucció de Formiae pels sarraïns va provocar l'eclosió de Caieta com a port principal. Fou llavors seu d'un bisbe.
El 873 el príncep de Benevent Gaiderís (Teodor Adalgís) es va posar sota protecció romana d'Orient i va esclatar el conflicte entre els grecs i el rei d'Itàlia Lluís II que es considerava el sobirà feudal de Benevent com a rei d'Itàlia i com a Emperador. Envaït Benevent per Lluís II, els romans d'Orient van enviar Gregori d'Òtranto, que va derrotar els italians i va fer presoner Lluís II (873). Llavors Amalfi, Nàpols, Gaeta i Càpua i potser Salern es van posar sota protectorat romà d'Orient (874).
Un perill constant foren les bases dels àrabs a la costa. Prop de Gaeta n'hi havia una de molt important al Puig Gangliano. El 916 el Papa Juan X, potser a requeriment del dux Joan I, va formar una aliança entre el príncep de Benevent i Càpua Atenolf II, l'emperador romà d'Orient, el rei d'Itàlia (emperador i duc de Friule) Berenguer, la república Romana, Guaimar II (Waimar) de Salern, i el duc de Spoletto-marques de Camerino i comte de Tusculum, Alberic, a més, lògicament, de Joan I de Gaeta. Contingents de tots els aliats es van concentrar a Garellano, prop de Gaeta, i van assetjar la fortalesa àrab del Gangliano. El setge va durar tres mesos i finalment fou ocupada; el perill àrab a la costa oest va quedar reduït. El 1140, Gaeta va passar als normands de Sicília, i va esdevenir una de les seves principals places comercials i militars.
Alfons el Magnànim ambicionava el Regne de Nàpols, i així, quan es trobava a Sicília després de fer expedicions contra l'illa de Gerba (1432) i Trípoli (1434), es decidí a atacar el regne i es dirigí contra Gaeta, defensada per Francesco Spinola. El 1495 fou ocupada pels francesos, però després de la batalla de Garellano el 1503 va passar a la corona castellana-aragonesa i restarà en mans dels Austries d'Espanya fins al 1707. Va seguir els destins del regne de Nàpols, amb ocupacions temporals: austriaca el 1707, espanyola el 1734, francesa el 1799 i el 1806, i austriaca el 1815.

## Llista de Dux de Gaeta
- Cèsar 846-867 (dependent de Nàpols)
- Docibile I 867-877 (dependent de Nàpols vers 867-874; protectorat romà d'Orient 874-877)
- Joan I 877-933 (primer dux independent)
- Docibile II 915-954 (associat 915-933)
- Joan II 933-962
- Gregori 962-966
- Joan III 966- ?
- Marinus 978-984
- Joan IV 984-1008
- Joan V 991-1012 (associat 991-1008)
- LLeó I 1012-1015
- Joan VI 1012-1040 (associat 1012-1015)
- Lleó II 1015-1023
- Emilia (duquessa regent) 1023-1032
- Waimar (Comte de Salern) 1040-1041
- Rainulf (Comte d'Aversa) 1041-1045
- Atenulf (Comte d'Aquila) 1045-1058
- Jordà (Princep de Capua-Aversa) 1058-1062
- Atenulf II (Comte d'Aquila) 1062-1064
- Landó (Comte de Traietto) 1064-1065
- Dannibald 1065-1067
- Jofré Ridello (Comte de Pontecorvo) 1068-1086 o 1089
- Rinald 1086 o 1089-1091
- Landulf 1092-1103
- Guillem 1103-1104
- Ricard I dell Aquila 1104-1111
- Andreu 1111-1113
- Jònatan 1113-1121
- Ricard II 1121-1135

## Història moderna
El 1815 va quedar dins el Regne de Dues Sicílies. Del 1848 al 1849, durant la revolució, va estar sota domini del Papa i va tornar al regne de Dues Sicílies fins al seu enfonsament el 1860, i en el darrer any del regne fou la seva capital i darrer reducte, fins que fou ocupada durant la Segona guerra de la independència italiana per Giuseppe Garibaldi el 1861.

## Fills il·lustres
- Franco Michele Napolitano (1887-1960) fou músic.